# Lepthyphantes palmeroensis
Lepthyphantes palmeroensis este o specie de păianjeni din genul Lepthyphantes, familia Linyphiidae, descrisă de Jörg Wunderlich în anul 1992.
Este endemică în Insulele Canare. Conform Catalogue of Life specia Lepthyphantes palmeroensis nu are subspecii cunoscute.